# 9588 Quesnay
9588 Quesnay eller 1990 WE2 är en asteroid i huvudbältet som upptäcktes den 18 november 1990 av den belgiske astronomen Eric W. Elst vid La Silla-observatoriet. Den är uppkallad efter den franske ekonomen François Quesnay.
Asteroiden har en diameter på ungefär 5 kilometer.